# Micro-région de Balatonföldvár
La micro-région de Balatonföldvár (en hongrois : balatonföldvári kistérség) est une micro-région statistique hongroise rassemblant plusieurs localités autour de Balatonföldvár.